# Siaka Stevens
Siaka Probyn Stevens (Moyamba, 24 augustus 1905 - Freetown, 29 mei 1988) was van 1967 tot 1985 de derde minister-president van Sierra Leone. Tussen 1971 en 1985 was hij ook president van zijn land.

## Biografie
Zijn vader, James Tibin, was van de Limba stam en zijn moeder, Miatah Massaquoi, was van de Vai stam. Van zijn moeders kant was hij familie van Koning Siaka van Geindayama, in de jaren 1890 een machtig leider van de Vai.
Op negenjarige leeftijd reisde Stevens met zijn vader naar Freetown, waar hij terechtkwam bij de Creoolse (Krio) familie Smith. Het plan was dat Stevens naar school zou gaan. Tijdens zijn verblijf bij de familie Smith raakte hij bekend met de Krio cultuur en taal, geheel anders dan het plattelands leven. In het Creoolse huishouden werd Stevens aan het werk gezet als huishoudelijke hulp.
Siaka Stevens studeerde af aan het Albert Academy in Freetown (1922) en aan de Universiteit van Oxford. Aan de laatste universiteit studeerde hij af als vakbondsbestuurder. Terug in Sierra Leone werd hij militair in het Britse leger aldaar en bereikte de rang van sergeant. Van 1931 tot 1946 was Stevens spoorwegemployé en stationsmeester.
Stevens was na de Tweede Wereldoorlog medeoprichter van de Mijnwerkersvakbond en werd in 1946 voor die vakbond in de wetgevende vergadering van Sierra Leone gekozen. In 1952 werd Stevens minister van Land. Hij was daarmee een van de twee leden uit het protectoraat-gedeelte van Sierra Leone (de kustgebieden incl. Freetown waren een kroonkolonie). In 1957 werd Stevens in het parlement van Sierra Leone gekozen voor de People's National Party (PNP, ook Sierra Leone National Party genaamd). Hij werd tevens secretaris-generaal van de PNP.
Tijdens de onafhankelijkheidsonderhandelingen voor Sierra Leone in Londen  weigerde hij zijn medewerking, omdat hij tegen een defensieverdrag met Engeland was. Als protest trad hij als minister en kamerlid terug. Later vormde hij de All People's Congress (APC), die zich tegen de Sierra Leone People's Party en het Verenigd Front (waar de PNP deel van uitmaakte) keerde. In 1962 werd hij voor de APC in het parlement gekozen van het inmiddels onafhankelijke Sierra Leone. In 1964 werd hij tot burgemeester van Freetown gekozen en bleef dit ambt vervullen tot 1965.
Bij de parlementsverkiezingen van maart 1966 won de APC, maar premier Albert Margai (SLPP) weigerde af te treden ten gunste van Stevens. Uiteindelijk gaf Margai toe en op 21 maart werd hij toch uiteindelijk premier. Daarop vond een militaire staatsgreep plaats (nog dezelfde dag dat Stevens premier was geworden) en werd Sierra Leone tot 1968 door junta's geregeerd. Op 26 april 1968 werd Stevens uiteindelijk premier van een nationale coalitie waar ook de SLPP deel van uitmaakte. In 1969 trad de SLPP uit protest uit de regering omdat Stevens een republiek wilde. Bij een referendum in april 1971 koos de bevolking van Sierra Leone voor een republiek. Na een kort interim van Christopher Okoro Cole, werd Stevens president.
In 1978 werd Sierra Leone een eenpartijstaat met de All People's Congress als enige partij. Ondanks financiële steun van Groot-Brittannië, de Verenigde Staten en China lukte het Stevens niet om de economische toestand te verbeteren. Op 28 november 1985 trad Stevens als president af ten gunste van Joseph Saidu Momoh (1937-2003), maar hij bleef als voorzitter van de APC op de achtergrond aan de touwtjes trekken.
Siaka Stevens overleed in 1988 op 82-jarige leeftijd.